# Alastor specularis
Alastor specularis är en stekelart som beskrevs av Edward Saunders entomologist  1905. Alastor specularis ingår i släktet Alastor och familjen Eumenidae. Utöver nominatformen finns också underarten A. s. savignyi.